# Vanessa Herzog
Vanessa Herzog, nata Vanessa Bittner (Innsbruck, 4 luglio 1995), è una pattinatrice di velocità su ghiaccio e pattinatrice di velocità in-line austriaca.

## Biografia
Bittner ha iniziato a disputare i suoi primi Mondiali juniores di pattinaggio di velocità nel 2011, vincendo due anni dopo la medaglia d'oro nei 1000 m e l'argento nei 2x500 m a Collalbo. Prende inoltre parte alle Olimpiadi di Soči 2014 piazzandosi 27ª nei 500 m, 24ª nei 1000 m e 34ª nei 1500 m.
Attiva anche nel pattinaggio in linea, nel 2015 conquista cinque titoli europei in questo sport. Il 16 settembre 2016 sposa il suo manager Thomas Herzog prendendone il cognome.
Fresca vincitrice di tre medaglie agli Europei di Kolomna 2018 (oro nei 500 m, argento nei 1000 m e bronzo nel mass start), Vanessa Herzog partecipa alle Olimpiadi di Pyeongchang 2018 giungendo quarta nei 500 m con un distacco di 17 secondi dalla terza classificata Karolína Erbanová, mentre nei 1000 m si posiziona quinta. Lo stesso anno vince poi la Coppa del Mondo dei 500 m.
Ai Mondiali su distanza singola di Inzell 2019 si laurea campionessa nei 500 m e giunge seconda nei 1000 m.

## Palmarès

### Pattinaggio di velocità

#### Mondiali distanza singola
- 3 medaglie:
  - 1 oro (500 m a Inzell 2019);
  - 2 argenti (1000 m a Inzell 2019; 500 m a Heerenveen 2023).

#### Europei distanza singola
- 3 medaglie:
  - 1 oro (500 m a Kolomna 2018);
  - 1 argento (1000 m a Kolomna 2018);
  - 1 bronzo (mass start a Kolomna 2018).

#### Europei sprint
- 1 medaglia:
  - 1 oro (Collalbo 2019).

#### Mondiali juniores
- 6 medaglie:
  - 5 ori (1000 m a Collalbo 2013; 2x500 m a Bjugn 2014; 500 m, 1000 m e mass start a Varsavia 2015);
  - 1 argento (2x500 m a Collalbo 2013).

#### Coppa del Mondo
- Miglior piazzamento in classifica generale: 6ª nel 2018.
- Vincitrice della Coppa del Mondo 500 m nel 2018.
- Miglior piazzamento nella Coppa del Mondo 1000 m: 4ª nel 2016.
- Miglior piazzamento nella Coppa del Mondo 1500 m: 25ª nel 2016.
- Miglior piazzamento nella Coppa del Mondo mass start: 9ª nel 2013.
- 8 podi: 
  - 3 vittorie;
  - 5 secondi posti;
  - 3 terzi posti.

##### Coppa del Mondo - vittorie
| Data             | Luogo   | Stato    | Disciplina |
| ---------------- | ------- | -------- | ---------- |
| 20 gennaio 2018  | Erfurt  | Germania | 500 m      |
| 21 gennaio 2018  | Erfurt  | Germania | 1000 m     |
| 18 novembre 2018 | Obihiro | Giappone | 1000 m     |

### Pattinaggio in linea

#### Europei
Su strada
- 5 medaglie:
  - 4 ori (200 m e 500 m a Innsbruck 2015; 100 m e sprint a 1 round a Lagos 2017);
  - 1 argento (100 m a Heerde 2016).

Su pista
- 6 medaglie:
  - 4 ori (300 m, 500 m e 1000 m a Wörgl 2015; 500 m a Lagos 2017);
  - 1 argento (1000 m a Lagos 2017);
  - 1 bronzo (300 m a Lagos 2017).